# Calyptotheca fossulata
Calyptotheca fossulata är en mossdjursart som beskrevs av Harmer 1957. Calyptotheca fossulata ingår i släktet Calyptotheca och familjen Parmulariidae. Inga underarter finns listade i Catalogue of Life.